# Tim Brooks (wrestler)
Timothy Paul Brooks, maggiormente conosciuto con il ring name "Killer" Tim Brooks (Waxahachie, 4 dicembre 1946 – 30 giugno 2020), è stato un wrestler statunitense.
Lottò nelle federazioni National Wrestling Alliance (NWA), Pacific Northwest Wrestling (PNW), World Wrestling Council (WWC), World Class Championship Wrestling (WCCW) e Southwest Championship Wrestling (SWCW) durante gli anni settanta e ottanta.

## Carriera nel wrestling professionistico
Brooks iniziò la propria carriera nel wrestling nel 1967, raggiungendo suo cugino Dick Murdoch nelle zone di Detroit e Toronto. Indossava una gomitiera rigida da giocatore di hockey e la usava come arma. Lottò contro Ben Justice, Tex McKenzie e Tiger Jeet Singh, tra gli altri. Nei primi anni settanta, lottò anche nella NWF di Cleveland scontrandosi con Haystacks Calhoun, Fred Curry e Tony Marino. In questo periodo era un heel di medio livello e aveva come manager Skandor Akbar, Armand Hussein e Gary Hart. Molto prima del celebre angle del 1988 in WWF tra Hulk Hogan, André the Giant e Ted DiBiase per il WWF World Heavyweight Championship; Brooks, nel 1983, "vendette" il proprio NWA National Heavyweight Championship a Larry Zbyszko qualche tempo dopo averlo vinto sconfiggendo Paul Orndorff. In questo caso, tuttavia, non si era verificata alcuna interferenza da parte di Zbyszko durante l'incontro; e Zbyszko, nonostante fosse stato ovviamente privato di un titolo che non aveva legittimamente vinto, lo vinse legittimamente nel torneo che si svolse successivamente.
Brooks lasciò la Georgia per trasferirsi nella Southwest Championship Wrestling (SCW) di San Antonio, Texas. Durante questo stint in SWC vinse il SCW Southwest Heavyweight Championship in due occasioni.
Nel 1985 andò a Porto Rico nella World Wrestling Council dove ebbe un feud con Hercules Ayala che si svolse in una varietà di incontri che inclusero un cage match, un dog collar match e un barbed wire match. Nel 1987 fu la volta di una rivalità con Miguel Pérez cominciata quando gli tirò in faccia un piatto di riso e fagioli, dopo il suo match con Chicky Starr. Poi fece coppia con Eric Embry in un feud con i fratelli Youngblood, Mark e Chris.
Nel 1986 fece inoltre alcune apparizioni in Canada nella Lutte Internationale di Montreal con il ring name "Buster Brody", il "fratello" (kayfabe) di Bruiser Brody. Fu presentato con una camicia di forza e sotto il controllo dei Creatchman, Eddie Creatchman e del figlio, Floyd Creatchman.
Si ritirò dal ring nel 1998 per dedicarsi alla North American Wrestling Allegiance Pro Wrestling School di sua proprietà, dove svolse l'attività di allenatore capo e titolare. Si occupò dell'addestramento di molti wrestler, tra i quali John Allen, Doberman e Joey Corman. In aggiunta fu l'allenatore di Keith Lee.

## Vita privata
Brooks si sposò tre volte ed ebbe tre figli; due dal primo matrimonio e una figlia da una relazione clandestina avuta con la lottatrice Sandy Partlow.
Prestò servizio nell'esercito degli Stati Uniti durante la guerra del Vietnam.
Dopo una lunga battaglia contro il cancro, morì il 30 giugno 2020, all'età di 73 anni.

## Personaggio
Mossa finale
- Leg Drop

Soprannome
- "Killer"

## Titoli e riconoscimenti
- Big D Pro Wrestling
  - Big D Heavyweight Championship (1)[7]
- Big Time Wrestling
  - NWA World Tag Team Championship (Detroit version) (3) – con Ben Justice (2) e Abdullah the Butcher (1)
- Cauliflower Alley Club
  - Other inductee (2006)
- Georgia Championship Wrestling
  - NWA National Heavyweight Championship (1)
- North American Wrestling Alliance
  - NAWA Heavyweight Championship (2)[7]
  - NAWA Tag Team Championship (4) - Johnny Mantell (2) e Bullman Downs[7]
- NWA Big Time Wrestling - World Class Championship Wrestling
  - NWA American Tag Team Championship (1) – con Armand Hussein[8][9]
  - NWA Texas Heavyweight Championship (1)[10][11]
  - NWA Texas Tag Team Championship (3) – con Stan Hansen (1), Leroy Brown (1) e Stan Stasiak (1)[12][13]
  - NWA World Six-Man Tag Team Championship (Texas version) (1) – con Mark Lewin e One Man Gang
  - WCCW Television Championship (1)[14][15]
- NWA Western States Sports
  - NWA Western States Tag Team Championship (1) - con Gypsy Joe
- Pacific Northwest Wrestling
  - NWA Pacific Northwest Tag Team Championship (1) – con Roddy Piper
- Southwest Championship Wrestling
  - SCW Southwest Heavyweight Championship (2)
- Stampede Wrestling
  - Stampede North American Heavyweight Championship (1)
- Texas Wrestling Hall of Fame
  - Inductee (2008)